# Le Revest-les-Eaux
Le Revest-les-Eaux é uma comuna francesa na região administrativa da Provença-Alpes-Costa Azul, no departamento de Var. Estende-se por uma área de 24,07 km². Em 2010 a comuna tinha 3 972 habitantes (densidade: 165 hab./km²).